# Servetiye Cami, Başiskele
Servetiye Cami là một xã thuộc huyện Başiskele, tỉnh Kocaeli, Thổ Nhĩ Kỳ. Dân số thời điểm năm 2010 là 374 người.